# Anatoli Fedioukine
Anatoli Viktorovitch Fedioukine (en russe : Анатолий Викторович Федюкин, en anglais : Anatoli Viktorovich Fedyukin), né le 26 janvier 1952 à Voronej et mort le 29 juillet 2020, est un handballeur soviétique.
Avec l'équipe nationale soviétique, il remporte les Jeux olympiques de 1976 et le Championnat du monde 1982 ; il est également médaillé d'argent au championnat du monde 1978 puis aux Jeux olympiques de 1980.

## Palmarès

### En équipe nationale
Jeux olympiques
- Médaille d'or aux Jeux olympiques de 1976
- Médaille d'argent aux Jeux olympiques de 1980

championnats du monde
- Médaille d'or au championnat du monde 1982
- Médaille d'argent au championnat du monde 1978

### En club
- Finaliste de la Coupe des clubs champions en 1983
- Vainqueur du Championnat d'URSS (4) : 1979, 1980, 1982, 1983